# 四月は君の嘘
『四月は君の嘘』（しがつはきみのうそ）は、新川直司による日本の漫画作品。『月刊少年マガジン』（講談社）にて2011年5月号から2015年3月号まで連載された。略称は「君嘘」（きみうそ）。単行本は全11巻。
2012年度マンガ大賞ノミネート。2013年、講談社漫画賞少年部門受賞。
2017年6月時点でシリーズ累計発行部数は500万部を突破している。
アニメ化作品が2014年秋から2015年春にかけて放送され、2016年に実写映画化された。

## 概要

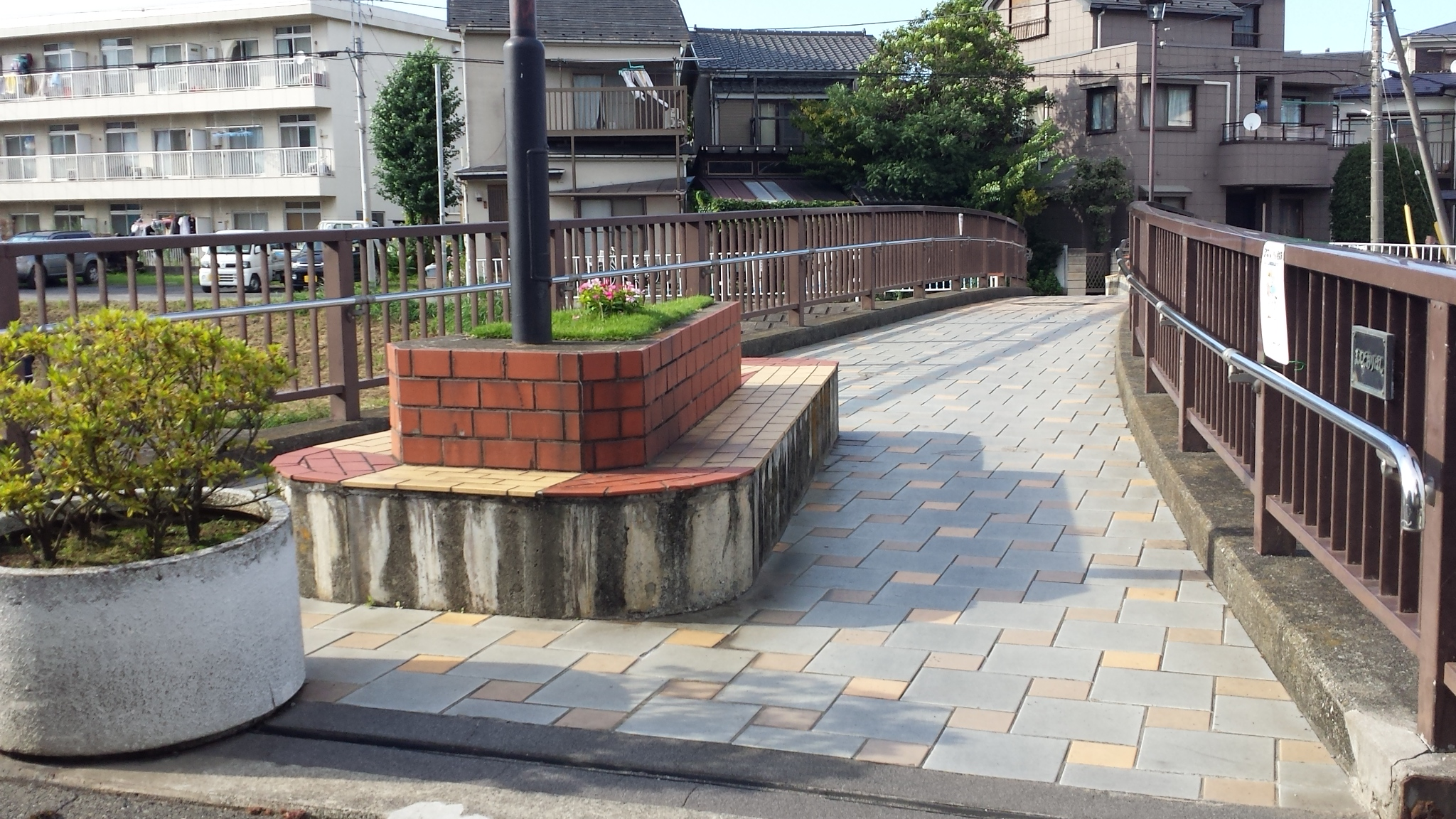
新座市の前通り橋

中学生のピアニストとヴァイオリニストが互いの才能に共鳴し合い成長する姿を描いた作品。作者の新川によると自身はクラシック音楽とはもともと縁がなく高校時代はヘヴィメタルを聴いていたが、「ヴァイオリンを演奏する少女を描きたい」との思いが作品を始める上での動機となり、ヴァイオリニストの池田梨枝子、ピアニストの山崎香と菅野雅紀、作曲家の大澤徹訓に取材協力を仰いだ。
舞台は主に東京都練馬区をモデルにしており、作中にも練馬区内に実在する施設、公園、道路等や、区内に路線を持つ西武新宿線、西武池袋線沿線の施設や車両も登場しており、西武鉄道とのタイアップ企画も実施されている。しかし主人公たちの通う中学校は区立ではなく「市立墨谷中学校」である。
原作は2015年2月6日に発売された『月刊少年マガジン』2015年3月号にて完結した。単行本は2015年5月15日発売の11巻をもって完結した。原作終了に併せてアニメも2015年3月に完結まで描かれた。さらに、Blu‐ray&DVDの特典として描き下ろされた『四月は君の嘘 Coda』の単行本が2016年8月17日に刊行された。ノベライズも決定され、2014年11月17日に『小説 四月は君の嘘 6人のエチュード』として刊行された。また、同年10月17日発売の単行本10巻にはオリジナルパスケース付き限定版が、11月17日には原作の公式ガイドブック『公式ガイドブック 四月は君の嘘 Prelude』が、それぞれ刊行された。5月15日に発売の11巻にはOAD付き限定版も発売された。
2015年9月に実写映画化が発表された。

## あらすじ
かつて指導者であった母から厳しい指導を受け、正確無比な演奏で数々のピアノコンクールで優勝し、「ヒューマンメトロノーム」とも揶揄された神童有馬公生は、母の死をきっかけに、ピアノの音が聞こえなくなり、コンクールからも遠ざかってしまう。
それから3年後の4月。14歳になった公生は幼なじみの澤部椿を通じ、満開の桜の下で同い年のヴァイオリニスト・宮園かをりと知り合う。ヴァイオリンコンクールでかをりの圧倒的かつ個性的な演奏を聞き、母の死以来、モノトーンに見えていた公生の世界がカラフルに色付き始める。
かをりは、好意を寄せる渡亮太との仲を椿に取り持ってもらい、渡と椿の幼なじみである公生とも行動を共にするようになる。公生はかをりに好意を抱くようになるが、親友である渡に気をつかって想いを伝えられないでいた。椿は公生のかをりへの恋心に気付き、また自身に芽生えた公生への恋心にも気付き苦悩する。
かをりは、公生のことを友人Aと呼び、ぞんざいに扱いつつも、自分の伴奏を命じるなど、公生を再び音楽の世界に連れ戻そうとする。また、かつて公生の演奏に衝撃を受けピアニストを目指すようになった、小学生の時からのライバルである相座武士や井川絵見にも背中を押され、母親の親友で日本を代表するピアニストの瀬戸紘子に師事し、公生は再び音楽の道に戻っていく。
しかし実は、かをりには周囲に隠し続けていた秘密があった。次第に身体を蝕む病のため、物を持ったり歩いたりすることが困難になり、学校を休んで入院生活が続くようになっていく。公生は東日本ピアノコンクールに出場して入賞することで、ピアニストとしての道を歩もうと努力する。そんな公生の影響を受けて、かをりもこれまで避けてきた手術をして、再び公生とコンサートをしようと決意する。
しかし、かをりの容態は、悪化の一途を辿っており、容態が急変してしまう。公生は、かつての病弱な母親をイメージさせる少女に、再びトラウマが呼び起こされ、かをりを失うことへの恐怖から、ピアノを弾くことができなくなり、なかば作品の総仕上げの練習ができないまま、コンクール本番を迎えることになってしまう。
そして、コンクールの日が訪れる。奇しくも、かをりの手術の日が重なり、大きなプレッシャーを抱えていた公生だったが、かをりを想いながら、かをりの幻と共にアンサンブルを奏でながら、すべての想いをぶつけるかのように渾身のピアノを演奏する。公生のピアノは、会場の観客すべてを魅了し賞賛を受けるが、かをりは手術中に帰らぬ人となってしまう。
コンクールが終わり数日後、かをりが生前に書いた手紙が、公生に届けられる。そこには、かをりの公生への秘められた想いと、ささやかな「嘘」が綴られていた。

## 登場人物
声はアニメ版の声優、演は実写映画版でのキャスト。

### 主要人物
有馬 公生（ありま こうせい）
声 - 花江夏樹 / 演 - 山﨑賢人、藤本哉汰(幼少期)
本作の主人公。 市立墨谷中学校3年生（14歳）。誕生日は3月28日。身長は165センチメートル。好物はたまごサンドとモーモー印の牛乳。
公生を世界的なピアニストに育てるという母の夢を叶えるため、幼い頃から厳しい指導の下で練習に励み、数々のコンクールで優勝を果たした。その一方で、正確無比な演奏により、「ヒューマンメトロノーム」「母親の操り人形」「機械仕かけ」「コンクールだけのピアニスト」「譜面の僕（しもべ）」「コンクール仕様」などと揶揄されていた。11歳の時、母に元気になってほしい一心で感情を込めた演奏をするが、その演奏内容について母から体罰と叱責を受け、公生も感情を抑えきれず母に対して「お前なんか、死んじゃえばいいんだ」と言ったのが母との最後の会話となる。以降、母との思い出がトラウマとなり、演奏中に自分が弾くピアノの音が聞こえなくなるという症状を発症し、ピアノを遠ざけていた。同年代の演奏家たちに与えた影響は大きく、クラシック界ではかなりの有名人。井川絵見にとってはピアノを始めたきっかけの人物であり、相座武士にとっては目標とする人物である。
4月のある日、幼なじみの澤部椿を通じて、ヴァイオリニストの宮園かをりと知り合う。初対面で盗撮魔と勘違いされるなど第一印象は最悪だったが、コンクールでの彼女の独創的な演奏に心を奪われる。以後、自由奔放なかをりに振り回されながらも、徐々にかをりに惹かれていく。ガラコンサートの前にかをりが倒れ入院して以降は、何もできない自分に悔しさを感じ、かをりに胡桃ヶ丘中学学園祭（通称「くる学祭」）での自身の演奏を聴かせもう一度一緒に弾きたいという意志を伝えた。しかし、東日本コンクールの前にかをりが再び倒れたことで、大切な人を失う恐怖心からピアノを弾くことを恐れ、瀬戸紘子との練習も拒んでいた。そんな最悪の精神的コンディションの中、東日本コンクールに臨んだが「自分に音楽をくれた人たちのために弾く」ことで満場の喝采を浴びる。コンクールが終わった後、かをりの両親から渡された自分宛の手紙にて告白された。
高校は、県外にある奥津音大附属高校に進学希望。
宮園 かをり（みやぞの かをり）
声 - 種田梨沙 / 演 - 広瀬すず
本作のヒロイン。市立墨谷中学校3年生。誕生日は7月4日。身長は157センチメートル。ヴァイオリニスト。
演奏家として圧倒的な個性があり、聴いた人の記憶に残る演奏を心がけている。明るく活動的な性格だが、公生に対しては傍若無人に振る舞うため、公生からは当初「珍妙珍奇」で「奇抜」な思考の持ち主だと思われていた。一方で、時折不意に涙を見せることがあり、公生に泣きながら「1人にしないで」と心境を吐露する場面もある。公生には出会う前から特別な感情を抱いており「君をもっと知りたい」「何でも知っている椿が羨ましい」等と発言している。
中学3年生の春に、椿から渡亮太を紹介してもらったことがきっかけで、公生・椿・渡の3人組と親しくなる。藤和音楽コンクールでは楽譜を無視して演奏し審査員から酷評されるが、聴衆からは喝采を浴び、聴衆推薦で二次予選に進む。ピアノを遠ざけていた公生に再びピアノを弾かせるため、公生に二次予選での伴奏を依頼したほか、毎報音楽コンクールに出場するよう促した。その後、ガラコンサートに公生と共に招待されるが、コンサートの当日に倒れて以降入院生活を送る。病状が悪化するにつれ精神的に不安定になるが、くる学祭での公生の演奏を聴き、公生からもう一度一緒に演奏したいという想いを伝えられたことで、生きるために危険な手術を受けることを決心する。
死後に残した手紙により、5歳の頃の公生の演奏に感銘を受け、公生にピアノを伴奏して欲しいためにヴァイオリニストに転向したこと、中学1年の時に倒れて以降入退院を繰り返しており、自分の命がこの先長くないことを悟っていたこと、「かをりが渡を好きである」という嘘をついていたことが明かされる。嘘をついた理由は、いずれいなくなる自分と椿の間に禍根を残したくなく、また椿に公生を紹介するよう頼んでもいい返事をくれないと思ったからである。
アニメ版では、物語の経過に伴い髪色が変化する描写がある。物語序盤では鮮やかな金髪だが、かをりの体調が悪化してくるにつれ髪色が淡くなっていく。
澤部 椿（さわべ つばき）
声 - 佐倉綾音 / 演 - 石井杏奈
市立墨谷中学校3年生。公生とは家が隣同士の幼なじみ。誕生日は5月19日。身長は155センチメートル。
運動神経に優れ、所属するソフトボール部では主砲を務める。それゆえ、周囲には「女ゴリラ」とからかわれることもある。
公生を世話のかかる弟のような存在だと思っており、公生がピアノを遠ざけてから中途半端な状態であることを案じている。ピアノを弾けば何かが変わると考え、公生にもう一度ピアノを弾いて欲しいと願っている。かをりが伴奏を公生に依頼したときには、かをりに全面的に協力した。その後、かをりと公生が音楽を通じて親しくなるにつれ、疎外感を感じるようになる。
かつて憧れていた先輩・斉藤に告白されたが、当時のような胸が高鳴るような感情が沸かず返事を保留していた。その後付き合うことになるものの話題はいつも公生のことばかりになってしまい、椿の本当の想いを察した斉藤に振られてしまう。いつも側にいるのが当たり前で弟のような存在だった公生に対し、次第に特別な感情を抱きはじめ、公生の側にいたいと思うようになる。公生が音楽科のある高校に通うために家を出ると発言した際には号泣しながら公生の前から走り去ってしまった。それらに関して柏木に図星を突かれており、色々と指摘されている。
高校は、奥津音大附属高校近くの奥津女子高等学校に進学希望。模試での判定はBで、これにはクラスメイトも驚いていた（周囲には運動神経だけの脳筋女と思われていた）。
渡 亮太（わたり りょうた）
声 - 逢坂良太 / 演 - 中川大志
市立墨谷中学校3年生。公生・椿の幼なじみ。誕生日は4月14日。身長は170センチメートル。
サッカー部部長。多数の女子から人気があり、渡自身も女子が大好きである。軽薄だと言われるが、時々良いことを言う。椿からかをりを紹介され、公生と共に交流を持つ。かをりが倒れ入院してからも、見舞いに通い続けた。
高校はスポーツ推薦での入学が決定している。
公生のかをりへの恋心や、かをりの公生への想いに気付いている。

### 音楽関係者
井川 絵見（いがわ えみ）
声 - 早見沙織
公生と同年代のピアニスト。倉橋第四中学校3年生。
5歳の時に友達のピアノ演奏会の応援に訪れた際、その演奏会に出場していた公生（公生の初の演奏会だった）の演奏に感動しピアニストになることを誓う。初めて聴いた時の公生の無邪気な演奏に執着しており、「機械のように正確」「コンクールのためだけに弾く」「コンクール仕様」の「有馬公生」を認めたくなく、自分の演奏で否定するためにピアノを続けている。
朝食べたものや天気など、些細なことで演奏の調子が変わる気分屋。公生のいない2年間はコンクールで予選落ちを経験するなど不調に陥っていたが、公生が毎報音楽コンクールに出場したのをきっかけに調子を取り戻した。
相座 武士（あいざ たけし）
声 - 梶裕貴
公生と同年代のピアニスト。演奏スタイルは堅実で、作曲家の意志を汲み体現することを重んじる。
幼少の頃は悪童であり、躾のために様々な習い事を受けさせられていた。習い事のうちピアノに高い適性を示したことで、ピアニストとしての道を歩む。8歳のときに公生と出会い、コンクールで何度も敗北を重ねたことで、正確無比な「有馬公生」に憧れるようになる。
公生が表舞台から消えた2年の間に躍進し、国内のコンクールで優勝を重ねていた。公生が2年ぶりに毎報音楽コンクールに出場することを知り、同時期に届いた海外コンクールからの招待を断り、公生と勝負することを選んだ。しかし、かつての正確無比な「有馬公生」とはかけ離れた公生の演奏を受け入れられず、目標を失う。不調に陥っていたが、くる学祭のコンサートでの公生と凪の演奏を聴き発奮し、その後の東日本ピアノコンクールでは素晴らしい演奏を披露した。
有馬 早希（ありま さき）
声 - 能登麻美子 / 演 - 檀れい
公生の母。故人。生前は音楽教室を営み、公生をピアニストにするため、体罰を与えながら毎日何時間も厳しく指導していた。公生が11歳の秋、公生とのコンクールの演奏についての諍いの後に亡くなり、公生に重大なトラウマを残す。クライスラー作『愛の悲しみ』のラフマニノフ編曲版を好んで弾いていた。
元々公生をピアニストにするつもりはなく、紘子のアドバイスを受け公生への指導を始めた当初は優しく指導していた。公生が初めての演奏会で素晴らしいパフォーマンスを発揮したことで、公生の才能を世に出すことに執着するようになる。譜面に忠実に弾かせるための厳しい指導は、自身の死期が近いことを悟った早希が公生の将来を案じ、音楽で生計を立てられるようコンクールで勝てる技術をつけるためのものであった。
瀬戸 紘子（せと ひろこ）
声 - 園崎未恵 / 演 - 板谷由夏
日本屈指の評価を受けるピアニスト。一人娘の小春（こはる / 声 - 水瀬いのり）がいる。
早希の音大時代の同期であり親友で、早希と共に公生を見守ってきた。公生のピアニストとしての才能にいち早く気付き、ピアニストにするべきと早希にアドバイスした張本人である。後に公生が音楽に苦しめられているのを見て罪悪感を抱き、ピアニストである自分が側にいるべきではないとして、公生の前から姿を消していた。毎報音楽コンクールで再びピアノを演奏する公生を見て心を打たれ、公生の指導者となる。公生を自分の息子のように思っており、幸せなピアニストになってほしいと願っている。
原作では物語の中盤からの登場だが実写映画では序盤から登場している。
相座 凪（あいざ なぎ）
声 - 茅野愛衣
武士の妹でピアニスト。胡桃ヶ丘中学校音楽科の1年生であり、三池とは同学年。「陳腐」という言葉を好んで使う。
兄である武士を尊敬しており、武士の関心を引くためにピアノを始める。コンクールの優勝経験があり、年齢に対して高い実力があるが、手が小さいためにリズムが遅れることがある。
武士の不調の原因である公生に対して敵意を持っていたが、ひょんなことから公生と知り合い、紘子の計らいで公生から指導を受けることになる。その際には正体を隠し藍里 凪（あいざと なぎ）という偽名を名乗っていた。公生と接するうちに自身と境遇が似ていると感じ、音楽を通して武士に思いを伝えようと考えるようになる。くる学祭では公生と連弾することになり、音楽と真摯に向き合ったことでプレッシャーに苦しみながらも演奏をやり遂げた。
『四月は君の嘘 Coda』では2年後の姿が描かれており、背が伸び大人っぽくなっている。また、「敵」という言葉を発した三池の伴奏者に対して音楽の道を共に歩む者だと諭すなど、精神面での成長が見られる。
三池 俊也（みいけ としや）
声 - 寺崎裕香
風間門下のヴァイオリニスト。胡桃ヶ丘中学校音楽科の1年生であり、凪とは同学年だが、校内では「両雄（龍虎）並び立たず」の犬猿の仲とされる。
藤和音楽コンクール中学生の部の優勝者だが、予選で譜面を無視して演奏したにもかかわらず主催者推薦で出場するかをりの方が注目されていることに反感を抱いていた。かをりのために演奏の順番を変更するよう紘子から要求されたが断り、かをりの演奏を「あんなのは音楽でもなんでもない」と切り捨てた。その後、ピアノのソロで出場した公生を当初「パフォーマンス」と見下したが、その演奏に徐々に感化される。三池の出番では、公生と比べられることに恐怖し涙を浮かべていたが、「あそこまで身も心も捧げてみたい」という想いが三池を動かし、「無性にママの声が聞きたい」と母を想いながら演奏した。その後は公生のファンとなり、東日本ピアノコンクールにも変装して訪れていた。
『四月は君の嘘 Coda』では2年後の姿が描かれており、背が伸び、顔つきも大人っぽく成長している。また、音楽に対して常に高い意識を持つようになり、コンクールの前に毎回熱を出すほど1回の演奏に真摯に向き合っている。一方で、伴奏者に対する要求が高く、スパルタ指導により何人もの伴奏者を廃人にしたとされ、「クラッシャー三池」と噂されている。凪とは相変わらず犬猿の仲。
落合 由里子（おちあい ゆりこ）
声 - 田中敦子
絵見の音楽の先生。気分屋でムラのある絵見の理解者。瀬戸紘子とは同門である。
周囲からは「魔女」と畏怖されている模様。
高柳 明（たかやなぎ あきら）
声 - 大山鎬則
武士の音楽の先生。
審査員たちからは「チャラチャラしてる」と評され、落合からは「嫌味な男」と揶揄されている。
井端 潤三（いばた じゅんぞう）
声 - 樋浦勉
毎報音楽コンクールで、公生らが出場した回で審査委員長を務めていた中年の男。演奏を中断した上に再開した公生の演奏を酷評し、憤慨していた。
権威主義者であり、公生に対して「コンクールは決して自分探しをする場所では無い」と告げている。凪の演奏を聴きにくる学祭のコンサートに来場していた。
風間（かざま）
声 - 飛田展男
かをりが出場したヴァイオリン部門のコンクールで審査委員長を務めていた男。
梨田（なしだ）
声 - 小澤亜李
ヴァイオリン部門コンクールの出場者。
先生（声 - 大津愛理）と共に一次通過を目指す。
岡 耕介（おか こうすけ）
声 - 柳田淳一
ピアノ講師。くる学祭の観客のひとりで、凪と公生の連弾の感想を述べる。

### 家族関係者、親友など
かをりの両親（宮園好是、宮園涼子）
声 - 大川透（父親）、進藤尚美（母親）
自宅にて夫婦で洋菓子店を営んでいる。
公生の大ファンだと言って歓待して自作の洋菓子を多数振舞っているが、実際にはかをりから話を聞いていただけであり、公生のことはよく知らない。半ば投げやりな態度であったかをりに希望を与えた公生には感謝している。
絵見の両親
声 - 宮坂俊蔵（父親）、かかずゆみ（母親）
幼少時に絵見をピアノの演奏会に連れて行き、絵見がピアニストになるきっかけを作った。
武士の母
声 - 湯屋敦子
武士と凪の母親。
斉藤（さいとう）
声 - 興津和幸
椿の1級上の先輩。野球部の元キャプテンで、椿の憧れの存在だった。
下校中の椿と偶然を装って再会し、交際を申し込む。だが椿の公生への思いを察し、好きな人が出来たことを理由に自ら別れを告げた。なお、椿には彼女になってくれたことに感謝している。
アニメ版では「斎藤」と表記されている。
柏木 奈緒（かしわぎ なお）
声 - 石上静香
椿の友人でソフトボール部のピッチャー。
椿のことは大抵察知しており、色々と指摘したりからかったりしているが、それが原因で却って椿を意固地にさせてしまうことがある。ボーイズラブを好んでおり、それが自身の恋愛観に影響している。
泉（いずみ）
声 - 寿美菜子
武士の友達の女子生徒。
さつき、小麦（こむぎ）
声 - 田頭里奈、芳野由奈（さつき）、小澤亜李（小麦）
凪のクラスメイト。
有馬 隆彦（ありま たかひこ）
声 - 浜田賢二
公生の父親。
放任主義であまり家に帰ってこない。
椿の母
声 - 大浦冬華
なにかと公生のことを気にかけている優しい女性。
せつこ
声 - 高橋李依
かをりの幼少時代の友達。かをりからは「せっちゃん」と呼ばれている。公生が初めて出場したピアノの発表会に出場していた。
かをりが会場でせつこと写真を撮った際、公生の姿が偶然一緒に写り込み、後にかをりの宝物となる。
チェルシー
公生が子供の頃に飼っていた黒猫。公生の手を負傷させたことで早希に捨てられる。公生の母に対するトラウマの描写として、公生の夢やイメージに度々登場する。

## 用語
奥津音大附属高校
公生の第一志望の高校。東日本ピアノコンクールで上位入賞した者の入学者が多い。公生の住んでいる場所から県外にある。
ガラコン
ガラコンサート。主にコンクールの入賞者などが参加する演奏会。スポーツに例えるならば、フィギュアスケートなどのエキシビションに近いものである。
胡桃ヶ丘中学校
凪、三池が通う中学校。中高一貫校で、音楽系の名門校である。特に「くる学祭」は成績上位者が集う、仮装上等の“奇祭”であり、生徒は独特でアイデアにあふれた演目を準備し、業界関係者からも注目されている。その中の演目一つである「胡桃ヶ丘コンサート」では仮装しながら演奏を披露している。凪と公生も出場し、『眠れる森の美女』より「薔薇のアダージョ」と「ワルツ」を演奏している。また、この時雑誌ライターや井端も来場していた。
なお、凪と三池は「交わってはいけない龍と虎」等と目され普段は互いに接触することはなく、三池が凪に話しかけた際には皆が驚いていた。
市立墨谷中学校
公生・かをり・渡・椿・柏木らが通う中学校。斉藤もこの中学校の卒業である。
藤和音楽コンクール
新設された全国規模のバイオリンのコンクール。主催者が少し変わっており、予選では普通バッハやパガニーニなど伴奏の無い曲が課題になるが、このコンクールは全てピアノの伴奏付きであり、結構珍しいものである。なお、優勝者は主催者所有のグァルネリでリサイタル出来るという特典がある。
都津原大学付属病院
かをりが入院している病院。
東日本ピアノコンクール
日本有数の音楽コンクールの一つ。歴史は古く、ネームバリューは抜群である。毎年冬に開催される。通称、雪のコンクール。なお、奥津音大附属高校の入学者は、当コンクールで上位入賞を果たした者が多い。
毎報音楽コンクール
毎報新聞社が毎年主催している全国規模のコンクール。これまでに有名な演奏家を何人も輩出してきた実績がある。地区予選から地区本選、さらに全国大会で優勝すれば海外進出の足がかりにもなる。
かをりの病気
作中では、かをりの病名はハッキリと明示されておらず、断片的な情報しか描かれていない。主な症状としては、「筋力が弱くなり、物を持てなくなったり、立てなくなったりする」、「自力での呼吸が困難になり、命の危機になる」…などがある。

## 挿入曲
各曲とも単行本のPRを兼ねてYouTubeでヴァイオリニストとピアニストによる演奏が講談社により公開されている。
- モーツァルト 「きらきら星変奏曲」 (映像 - YouTube)
- サン＝サーンス 「序奏とロンド・カプリチョーソ」 (映像 - YouTube) - 「事前の打ち合わせ・音合わせ一切無しで」という編集部の要望に沿った演奏[18]
- ベートーヴェン ヴァイオリンソナタ第9番 「クロイツェル」第一楽章 (映像 - YouTube)
- バッハ 「平均律曲集1-13」 (映像 - YouTube)
- ショパン 「エチュード op.10-4」(映像 - YouTube)
- ショパン 「op.25-11 木枯らし」 (映像 - YouTube)
- ショパン 「エチュード op.25-5」 (映像 - YouTube)
- バッハ 「平均律1-3」 (映像 - YouTube)
- バッハ 「平均律1-15」 (映像 - YouTube)
- クライスラー作曲 ラフマニノフ編曲 「愛の悲しみ」 (映像 - YouTube)
- ラフマニノフ 「愛の悲しみ」 (映像 - YouTube)
- チャイコフスキー 『眠れる森の美女』より「薔薇のアダージオ」 (映像 - YouTube)
- チャイコフスキー 『眠れる森の美女』より「ワルツ」 (映像 - YouTube)

## 書誌情報

### 漫画
- 新川直司 『四月は君の嘘』 講談社〈講談社コミックス 月刊少年マガジン〉、全11巻
  1. 2011年9月16日発売、ISBN 978-4-06-371301-5
  2. 2012年1月17日発売、ISBN 978-4-06-371317-6
  3. 2012年5月17日発売、ISBN 978-4-06-371327-5
  4. 2012年9月14日発売、ISBN 978-4-06-371345-9
  5. 2013年1月17日発売、ISBN 978-4-06-371359-6
  6. 2013年5月17日発売、ISBN 978-4-06-371375-6
  7. 2013年9月17日発売、ISBN 978-4-06-371387-9
  8. 2014年1月17日発売、ISBN 978-4-06-371405-0
  9. 2014年5月16日発売、ISBN 978-4-06-371418-0
  10. 2014年10月17日発売、ISBN 978-4-06-371435-7 / ISBN 978-4-06-358747-0（パスケース付き限定版）
  11. 2015年5月15日発売、ISBN 978-4-06-371467-8 / ISBN 978-4-06-358752-4（OAD付き限定版）
- 新川直司 『四月は君の嘘 新装版』 講談社〈KCデラックス〉、全6巻
  1. 2024年12月17日発売[19][20]、ISBN 978-4-06-538197-7
  2. 2025年1月17日発売[21]、ISBN 978-4-06-538244-8
  3. 2025年2月17日発売[22]、ISBN 978-4-06-538255-4
  4. 2025年3月17日発売[23]、ISBN 978-4-06-538439-8
  5. 2025年4月16日発売[24]、ISBN 978-4-06-538944-7
  6. 2025年5月16日発売[25]、ISBN 978-4-06-539523-3

### 関連書籍
- 『公式ガイドブック 四月は君の嘘 Prelude』2014年11月17日発売、ISBN 978-4-06-377109-1
- Coda 2016年8月17日発売、ISBN 978-4-06-392540-1 - BD/DVD封入特典として書き下ろされた外伝作品をまとめた短編集

## 小説
『小説 四月は君の嘘 6人のエチュード』のタイトルで2014年11月17日に発売された。内容は、公生を知る6人がそれぞれの視点から公生について語るというものと、渡とかをりにスポットを当てたエピソードとの2つである。全て時系列順になっており、漫画本編とリンクしている。
- 時海結以 著『小説 四月は君の嘘 6人のエチュード』 2014年11月17日発売 ISBN 978-4-06-377092-6

## テレビアニメ
2014年10月9日より、2015年3月までフジテレビ『ノイタミナ』枠にて2クール放送された。原作の完結に合わせて、アニメも完結まで描かれた。
在阪準キー局である関西テレビが共同で製作委員会に参加している。
音楽制作にエピックレコードジャパンが参加している。公生・武士・絵見のピアノ演奏には阪田知樹が、かをりのヴァイオリン演奏には篠原悠那がモデルアーティストとして起用されている。
2016年3月、第2回SUGOI JAPAN Awardでアニメ部門1位を獲得した。

### スタッフ（アニメ）
- 原作 - 新川直司（講談社「月刊少年マガジン」連載）[12]
- 監督 - イシグロキョウヘイ[12]
- 音楽監修 - 大澤徹訓、菅野雅紀
- シリーズ構成・脚本 - 吉岡たかを[12]
- キャラクターデザイン - 愛敬由紀子[12]
- キーアニメーター - 浅賀和行
- プロップデザイン - 髙田晃[12]
- 美術設定 - 塩澤良憲[12]
- 美術監督 - 薄井久代[12]
- 色彩設計 - 中島和子[12]
- 撮影監督 - 関谷能弘、野澤圭輔
- 3Dディレクター - 小野竜太[12]
- 編集 - 三嶋章紀[12]
- 音響監督 - 明田川仁[12]
- 音楽 - 横山克[12]
- 音楽プロデューサー - 佐野弘明
- 音楽制作 - アニプレックス、エピックレコードジャパン
- チーフプロデューサー - 岩上敦宏、松崎容子、松下卓也
- プロデューサー - 斎藤俊輔、木村誠、立石謙介
- アニメーションプロデューサー - 福島祐一
- アニメーション制作 - A-1 Pictures[12]
- 制作 - 「四月は君の嘘」製作委員会[12]（アニプレックス、フジテレビジョン、講談社、京楽産業ホールディングス、関西テレビ放送、ローソンHMVエンタテイメント、電通）

### 主題歌
オープニングテーマ
「光るなら」（第1話 - 第11話、OAD）
作詞・作曲・編曲・歌 - Goose house
「七色シンフォニー」（第12話 - 第22話）
作詞・作曲 - 小幡康裕 & あんにゅ / 編曲 - 小幡康裕 / 歌 - コアラモード.

エンディングテーマ
「キラメキ」（第1話 - 第11話、OAD）
作詞・作曲 - 橋口洋平 / 編曲 - wacci & Ikoman / 歌 - wacci
「オレンジ」（第12話 - 第21話）
作詞・作曲 - MICHIRU / 編曲 - シライシ紗トリ / 歌 - 7!!
「オレンジ（Acoustic Ver.）」（第22話）
作詞・作曲 - MICHIRU / 編曲 - 鈴木俊介 / 歌 - 7!!

挿入歌
「My Truth〜ロンド・カプリチオーソ」（第11話）
作詞 - ENA☆ / 作曲・編曲 - 横山克 / 歌 - ENA
「For you〜月の光が降り注ぐテラス」（第14話）
作詞 - ENA☆ / 作曲・編曲 - 横山克 / 歌 - ENA
「キラメキ-公生とかをりの演奏Ver.-」（第22話）
作詞・作曲 - 橋口洋平 / 編曲 - Ikoman / 歌 - wacci
「せのび〜眠れる森の美女の“アダージョ”」(OAD)
作詞 - ENA☆ / 作曲・編曲 - 横山克 / 歌 - ENA

### 挿入曲（アニメ）
『ハトと少年』とOADの挿入曲以外は『四月は君の嘘 僕と君との音楽帳』に、OADの挿入曲は『四月は君の嘘 トゥインクルリトルスター』にそれぞれ収録されている。
「ピアノ・ソナタ第14番〈月光〉第3楽章」（第1話）
作曲 - ベートーヴェン / ピアノ演奏 - 阪田知樹
「ハトと少年」（第1話）
作曲 - 久石譲
「ヴァイオリン・ソナタ第9番〈クロイツェル〉第1楽章」（第2話）
作曲 - ベートーヴェン / ヴァイオリン演奏 - 篠原悠那 / ピアノ演奏 - 河地恵理子
「序奏とロンド・カプリチオーソ」（第3・4話）
作曲 - サン＝サーンス/ ヴァイオリン演奏 - 篠原悠那 / ピアノ演奏 - 河地恵理子
「エチュード ホ短調 作品25-5」（第6・7・9・10・15話）
作曲 - ショパン / ピアノ演奏 - 阪田知樹
「エチュード イ短調 作品25-11〈木枯らしのエチュード〉」（第6・8・9話）
作曲 - ショパン / ピアノ演奏 - 阪田知樹
「エチュード 嬰ハ短調 作品10-4」（第8話）
作曲 - ショパン / ピアノ演奏 - 阪田知樹
「愛の悲しみ」（第12話）
作曲 - クライスラー / ヴァイオリン演奏 - 篠原悠那 / ピアノ演奏 - 河地恵理子
「愛の悲しみ（ピアノ独奏版）」（第12・13話）
作曲 - クライスラー / 編曲 - ラフマニノフ / ピアノ演奏 - 阪田知樹
「月の光」（第15話）
作曲 - ドビュッシー / ピアノ演奏 - 阪田知樹
「エチュード 嬰ニ短調 作品8-12」（第15・21話）
作曲 - スクリャービン / ピアノ演奏 - 阪田知樹
「“眠りの森の美女”より「ワルツ」（ピアノ連弾版）」（第18話）
作曲 - チャイコフスキー / ピアノ演奏 - 阪田知樹、河地恵理子
「エチュード ハ短調 作品10-12〈革命のエチュード〉」（第19話）
作曲 - ショパン / ピアノ演奏 - 阪田知樹
「バラード第1番 ト短調 作品23」（第21話）
作曲 - ショパン / ピアノ演奏 - 阪田知樹
「バラード第1番 ト短調 作品23」（第22話）
作曲 - ショパン / ヴァイオリン編曲 - 横山克 / ピアノ演奏 - 阪田知樹 / ヴァイオリン演奏 - 篠原悠那
「平均律クラヴィーア曲集 第1巻第1番 BWV846 フーガ」(OAD)
作曲 - バッハ / ピアノ演奏 - 古賀大路
「ピアノ・ソナタ第3番第3楽章 K.281」(OAD)
作曲 - モーツァルト / ピアノ演奏 - 古賀大路
「ピアノ・ソナタ第23番〈熱情〉 第3楽章」(OAD)
作曲 - ベートーヴェン / ピアノ演奏 - 古賀大路

### 各話リスト
| 話数         | サブタイトル              | 絵コンテ           | 演出                                       | 作画監督                                                                                               | 演奏作画監督      | 総作画監督        | 放送日時        |
| ------------ | ------------------------- | ------------------ | ------------------------------------------ | --- | ----------------- | ----------------- | --------------- |
| 第1話        | モノトーン・カラフル      | イシグロキョウヘイ | イシグロキョウヘイ                         | 愛敬由紀子                                                                                             | 浅賀和行          | -                 | 2014年 10月10日 |
| 第2話        | 友人A                     | イシグロキョウヘイ | 原田孝宏                                   | 三木俊明、小林恵祐                                                                                     | 浅賀和行          | 愛敬由紀子        | 10月17日        |
| 第3話        | 春の中                    | 神戸守             | いわたかずや                               | 河合拓也                                                                                               | 浅賀和行          | 愛敬由紀子        | 10月24日        |
| 第4話        | 旅立ち                    | 神戸守             | いわたかずや 河野亜矢子 イシグロキョウヘイ | 三木俊明、河合拓也 牧田昌也、野々下いおり ヤマダシンヤ、菅井愛明 小泉初栄、浅賀和行                    | 浅賀和行 倉田綾子 | 愛敬由紀子 高野綾 | 10月31日        |
| 第5話        | どんてんもよう            | 石浜真史           | 石浜真史 小島崇史                          | 小島崇史                                                                                               | -                 | 愛敬由紀子        | 11月7日         |
| 第6話        | 帰り道                    | 井端義秀           | 井端義秀                                   | 野々下いおり                                                                                           | 浅賀和行          | 愛敬由紀子        | 11月14日        |
| 第7話        | カゲささやく              | 神戸守             | 間島崇寛                                   | ヤマダシンヤ                                                                                           | -                 | 愛敬由紀子        | 11月21日        |
| 第8話        | 響け                      | 後藤圭二           | 高橋英俊                                   | 河合拓也                                                                                               | 浅賀和行          | 愛敬由紀子        | 11月28日        |
| 第9話        | 共鳴                      | 神戸守             | 黒木美幸                                   | 小泉初栄                                                                                               | 浅賀和行          | 愛敬由紀子        | 12月5日         |
| 第10話       | 君といた景色              | 中村章子           | 原田孝宏                                   | 高野綾                                                                                                 | 浅賀和行          | 愛敬由紀子        | 12月12日        |
| 第11話       | 命の灯                    | 朝倉カイト         | イシグロキョウヘイ 川越崇弘                | 山下恵、中野彰子                                                                                       | -                 | 愛敬由紀子        | 12月19日        |
| 第12話       | トゥインクル リトルスター | 神戸守             | 福島利規                                   | 長森佳容                                                                                               | 浅賀和行          | 愛敬由紀子        | 2015年 1月9日   |
| 第13話       | 愛の悲しみ                | 倉田綾子           | 倉田綾子                                   | 野々下いおり、 第25話 - 第26話                                                                         | 浅賀和行          | 愛敬由紀子        | 1月16日         |
| 第14話       | 足跡                      | 柴山智隆           | 柴山智隆                                   | 小泉初栄                                                                                               | -                 | 愛敬由紀子        | 1月23日         |
| 第15話       | うそつき                  | 神戸守             | 矢嶋武                                     | 北島勇樹、山下恵 シーカンパニー ナムアニメーション                                                     | 浅賀和行          | 愛敬由紀子        | 1月30日         |
| 第16話       | 似たもの同士              | 黒木美幸           | 黒木美幸                                   | ヤマダシンヤ、野々下いおり 小泉初栄、三木俊明 浅賀和行                                                 | -                 | 高野綾            | 2月6日          |
| 第17話       | トワイライト              | 神戸守             | 河野亜矢子                                 | 三木俊明、髙田晃                                                                                       | 浅賀和行          | 愛敬由紀子        | 2月13日         |
| 第18話       | 心重ねる                  | 石井俊匡           | 石井俊匡                                   | 河合拓也                                                                                               | 浅賀和行          | 愛敬由紀子        | 2月20日         |
| 第19話       | さよならヒーロー          | 井端義秀           | こさや                                     | 小泉初栄、野々下いおり 高野綾、ヤマダシンヤ 河合拓也                                                   | 浅賀和行          | 愛敬由紀子        | 2月27日         |
| 第20話       | 手と手                    | 神戸守             | 矢嶋武                                     | 野々下いおり、小泉初栄 河合拓也、ヤマダシンヤ 高野綾、薗部あい子 奥田佳子、加藤万由子 髙田晃、藪本和彦 | 浅賀和行          | 愛敬由紀子        | 3月6日          |
| 第21話       | 雪                        | 倉田綾子 柴山智隆  | 倉田綾子 柴山智隆                          | 野々下いおり、小泉初栄 門之園恵美、高野綾 河合拓也、ヤマダシンヤ                                       | 浅賀和行          | 愛敬由紀子        | 3月13日         |
| 第22話       | 春風                      | イシグロキョウヘイ | イシグロキョウヘイ 黒木美幸                | 奥田佳子、河合拓也 野々下いおり、高野綾 小泉初栄、伊藤香織 浅賀和行、高田晃 愛敬由紀子                 | 浅賀和行          | 愛敬由紀子        | 3月20日         |
| 第23話 (OAD) | MOMENTS                   | いわたかずや       | いわたかずや                               | 愛敬由紀子、奥田佳子 ヤマダシンヤ、伊藤香織                                                            | -                 | 愛敬由紀子        | -               |

### 放送局
| 放送期間                       | 放送時間                     | 放送局             | 対象地域   | 備考                                     |
| ------------------------------ | ---------------------------- | ------------------ | ---------- | ---------------------------------------- |
| 2014年10月10日 - 2015年3月20日 | 金曜 1:20 - 1:50（木曜深夜） | フジテレビ         | 関東広域圏 | 製作局                                   |
|                                |                              | 岩手めんこいテレビ | 岩手県     |                                          |
|                                |                              | さくらんぼテレビ   | 山形県     |                                          |
|                                | 金曜 1:40 - 2:10（木曜深夜） | テレビ愛媛         | 愛媛県     |                                          |
|                                | 金曜 1:50 - 2:20（木曜深夜） | テレビ静岡         | 静岡県     |                                          |
|                                | 金曜 2:00 - 2:30（木曜深夜） | 秋田テレビ         | 秋田県     |                                          |
|                                | 金曜 2:05 - 2:35（木曜深夜） | 福島テレビ         | 福島県     |                                          |
|                                | 金曜 2:10 - 2:40（木曜深夜） | 新潟総合テレビ     | 新潟県     |                                          |
|                                | 金曜 2:15 - 2:45（木曜深夜） | テレビくまもと     | 熊本県     |                                          |
|                                | 金曜 2:28 - 2:58（木曜深夜） | 関西テレビ         | 近畿広域圏 | 製作委員会参加                           |
|                                | 金曜 2:30 - 3:00（木曜深夜） | 仙台放送           | 宮城県     | 第11話までは金曜 2:37 - 3:07（木曜深夜） |
|                                |                              | テレビ新広島       | 広島県     |                                          |
|                                | 金曜 2:35 - 3:05（木曜深夜） | 東海テレビ         | 中京広域圏 | 第14話までは金曜 2:40 - 3:10（木曜深夜） |
|                                |                              | テレビ西日本       | 福岡県     |                                          |
|                                | 金曜 2:40 - 3:10（木曜深夜） | 鹿児島テレビ       | 鹿児島県   |                                          |
| 2014年10月11日 - 2015年3月21日 | 土曜 1:20 - 1:50（金曜深夜） | サガテレビ         | 佐賀県     |                                          |

中国ではYouku・Tudou・iQIYI・bilibiliにて配信。
| フジテレビ ノイタミナ 第2部              | フジテレビ ノイタミナ 第2部                      | フジテレビ ノイタミナ 第2部          |
| 前番組                                   | 番組名                                           | 次番組                               |
| ---------------------------------------- | ------------------------------------------------ | ------------------------------------ |
| PSYCHO-PASS サイコパス 新編集版 ※1時間枠 | 四月は君の嘘 ※ここまでノイタミナ枠2枠体制の第2部 | アフロの変 ※ここからバラエティ番組枠 |

### 関連商品

#### BD / DVD
| 巻  | 発売日         | 収録話             | 規格品番      | 規格品番      |
| 巻  | 発売日         | 収録話             | BD限定版      | DVD限定版     |
| --- | -------------- | ------------------ | ------------- | ------------- |
| 1   | 2015年2月25日  | 第1話              | ANZX-11441/2  | ANZB-11441/2  |
| 2   | 2015年3月25日  | 第2話 - 第3話      | ANZX-11443/4  | ANZB-11443/4  |
| 3   | 2015年4月22日  | 第4話 - 第5話      | ANZX-11445/6  | ANZB-11445/6  |
| 4   | 2015年5月27日  | 第6話 - 第7話      | ANZX-11447/8  | ANZB-11447/8  |
| 5   | 2015年6月24日  | 第8話 - 第10話     | ANZX-11449/50 | ANZB-11449/50 |
| 6   | 2015年7月22日  | 第11話 - 第13話    | ANZX-11451/2  | ANZB-11451/2  |
| 7   | 2015年8月26日  | 第14話 - 第16話    | ANZX-11453/4  | ANZB-11453/4  |
| 8   | 2015年9月23日  | 第17話 - 第19話    | ANZX-11455/6  | ANZB-11455/6  |
| 9   | 2015年10月28日 | 第20話 - 第22話    | ANZX-11457/8  | ANZB-11457/8  |
| BOX | 2020年4月1日   | 第1話 - 第22話 OAD | ANZX-13641    | -             |

#### イベント BD / DVD
四月は君の嘘　フィナーレイベント (完全生産限定版) 2015年12月23日発売、規格品番BD限定版(ANZX-10024) DVD限定版(ANZB-10024)

2015年4月5日、川口リリアホールにて行われたフィナーレイベントの模様を収録。

出演 ： 花江夏樹、種田梨沙、佐倉綾音、逢坂良太、早見沙織、梶 裕貴、茅野愛衣

主題歌アーティスト…Goose house、橋口洋平(wacci)、コアラモード.、7!!

クラシックアーティスト ： 篠原悠那、阪田知樹

#### CD
『四月は君の嘘 僕と君との音楽帳』（ESCL-4302）
作中で使用されているクラシック音楽のコンピレーションCD。主に作中で公生、かをりが演奏する楽曲を中心に印象的なクラシック楽曲がセレクトされている。2014年11月19日にエピックレコードジャパンから発売。
『四月は君の嘘 ORIGINAL SONG & SOUNDTRACK』 （SVWC-70044/5）
こちらは横山が手がけたサウンドトラックと、クラシックを起点としたオリジナル曲が収録されたオリジナルアルバム。2015年1月21日にアニプレックスから発売。
『四月は君の嘘 トゥインクルリトルスター』 （ESCL-4390）
OADの挿入曲などのクラシック音楽を収録。2015年3月25日にエピックレコードジャパンから発売。
『Estreno』 （ESCC-34）
作中でヴァイオリンの演奏を担当した篠原悠那のソロ・アルバム。ボーナストラックとして「バラード第1番 ト短調 作品23」の横山克による編曲版（第22話挿入曲）が収録されている。

### カバーソングコラボレーション
オープニングテーマを担当するGoose houseと四月は君の嘘のコラボレーション企画である。内容は、Goose houseが青春を代表するような曲をカバーし、それにアニメの新規カット映像を組み合わせたトレーラーを公開するというもの。これらの映像が8月14日から、ノイタミナ内のCMで放映されている。また、公式サイトでもこれらの映像が視聴可能。15秒バージョンと30秒バージョンがある。第一弾が、8月14日に公開。続く第二弾が9月11日に公開された。
カバー曲リスト
- 第一弾 - スキマスイッチ「全力少年」
- 第二弾 - 秦基博「鱗」

### Webラジオ
音泉にて、【 『四月』じゃないよ、『君嘘』だよ。ラジオ 】のタイトルで、2014年9月24日から2015年4月15日まで毎週水曜日に配信された。パーソナリティは、種田梨沙（宮園かをり 役）と、佐倉綾音（澤部椿 役）。全29回。
ゲスト
- 第9回、第10回 - 花江夏樹（有馬公生 役）、逢坂良太（渡良太 役）
- 第11回、第12回 - 原田ひかり（「ミス日芸コンテスト2014 supported by 四月は君の嘘」優勝者）
- 第13回、第14回 - イシグロキョウヘイ（監督）
- 第19回、第20回、第27回（ゲストパーソリティ） - 茅野愛衣（相座凪 役）
- 第25回 - 園崎未恵（瀬戸紘子 役）

## 実写映画
2016年9月10日公開。主人公たちが高校2年生に設定が変更されているほか、原作で重要な役割を演じた武士・絵見・凪が登場しないなど、設定に多少の変更が見られる。
2018年3月26日（月曜）、フジテレビ系列で地上波初放送された（21時 - 23時28分。文字多重放送 / 解説放送 / データ放送。）。

### スタッフ（映画）
- 原作 - 新川直司『四月は君の嘘』（講談社刊）
- 監督 - 新城毅彦
- 脚本 - 龍居由佳里
- 製作 - 石原隆、古川公平、市川南
- プロデューサー - 上原寿一、八尾香澄
- 音楽 - 吉俣良
- 主題歌 - いきものがかり「ラストシーン」[36]
- 挿入歌 - wacci「君なんだよ」[37]
- 撮影 - 小宮山充
- 美術 - 磯田典宏
- 編集 - 穂垣順之助
- 製作 - フジテレビジョン、講談社、東宝
- 企画・製作幹事 - フジテレビジョン
- 制作プロダクション - C&Iエンタテインメント
- 配給 - 東宝

### キャスト（映画）
- 宮園かをり - 広瀬すず
- 有馬公生 - 山﨑賢人
- 澤部椿 - 石井杏奈
- 渡亮太 - 中川大志
- 瀬戸紘子 - 板谷由夏
- 有馬早希 - 檀れい
- 甲本雅裕、本田博太郎、古泉葵、山口香緒里、嶋村太一、吉澤梨理花、藤本哉汰、大江優成、小倉優香、矢崎由紗 ほか

### テレビ放送（映画）
| 回数 | テレビ局   | 番組名（放送枠名） | 放送日              | 放送時間      | 放送分数 | 視聴率 | 備考                                            |
| ---- | ---------- | ------------------ | ------------------- | ------------- | -------- | ------ | ----------------------------------------------- |
| 1    | フジテレビ | （なし）           | 2018年3月26日（月） | 21:00 - 23:28 | 148分    | 7.3%   | 地上波初放送                                    |
| 2    | フジテレビ | 土曜スペシャル     | 2020年3月14日（土） | 15:00 - 17:30 | 150分    | 5.6%   | 関東ローカル 「一度死んでみた」公開記念で放送。 |

- 視聴率はビデオリサーチ調べ、関東地区・世帯・リアルタイム。

## 舞台
- 東京公演：AiiA 2.5 Theater Tokyo（2017年8月24日 - 9月3日）
- 大阪公演：梅田芸術劇場 シアター・ドラマシティ（2017年9月7日 - 9月10日）

### キャスト（舞台）
- 有馬公生 - 安西慎太郎
- 宮園かをり - 松永有紗
- 澤部椿 - 河内美里
- 渡亮太 - 和田雅成
- 井川絵見 - 山下永夏
- 相座武士 - 横井翔二郎
- 落合由里子 - 那珂村たかこ
- 高柳明 - 三上俊
- 柏木奈緒 - 五十嵐晴香
- 瀬戸紘子 - 小玉久仁子
- 有馬早希 - 田中良子

### 演奏者（舞台）
- ピアノ - 松村湧太
- ヴァイオリン - 小林修子

### スタッフ（舞台）
- 原作 - 新川直司『四月は君の嘘』
- 脚本 - 三浦香
- 演出 - 伊勢直弘
- 音楽 - 石塚玲依
- 演奏監修 - 株式会社デュアリスミュージック
- 美術 - 松本わかこ
- 舞台監督 - 清水スミカ
- 演出部 - 大竹竜二、上田美菜
- 照明 - 大波多秀起
- 音響効果 - 天野高志
- 映像 - ノアド株式会社
- 衣裳 - 八重樫伸登
- ヘアメイク - 車谷結 (raftel)
- 宣伝美術 - 五島英一
- 演出助手 - 丹治泰人
- 制作 - Office ENDLESS
- 主催 - エイベックス・ピクチャーズ株式会社

## ミュージカル
2020年7月から東京建物 Brillia HALLなどでミュージカルとして上演予定であったが、新型コロナウイルス感染拡大の影響により全日程公演中止となった。公演は中止されたが、後日、劇中歌を多数収録した「コンセプトアルバム」と「ミュージカル『四月は君の嘘』ビジュアルセット 」（メモリアルフォトブック+特典メイキング映像）が発売された。
2021年7月21日、2020年の主要キャスト6名を変えずに上演することが決定。2022年5月7日の東京・日生劇場を皮切りに、群馬・愛知・兵庫・富山・福岡の全国6か所で上演され、博多座ではアーカイブ付きライブ配信も行われた。
- 2022年公演[48]
  - 東京：日生劇場（2022年5月7日 - 29日）
  - 群馬：高崎芸術劇場 大劇場（2022年6月4日 - 5日）
  - 愛知：御園座（2022年6月9日 - 12日）
  - 兵庫：兵庫県立芸術文化センターKOBELCO大ホール（2022年6月16日 - 18日）
  - 富山：オーバード・ホール（2022年6月25日 - 26日）
  - 福岡：博多座（2022年7月1日 - 3日）

現地のプロダクションでの下、2024年4月にはイギリスのロンドンにてコンサートが行われ、同年7月からは同地域でミュージカル公演された、同年6月からは韓国のソウルでもミュージカル公演が行われている（Your Lie in April (musical)も参照）。2024年は約3年ぶりの日本公演が行われることも発表され、2025年に予定されている。キャストは初演から変更となる。
- 2025年公演[53]
  - 東京：昭和女子大学人見記念講堂（2025年8月23日 - 9月5日）
  - 愛知：Niterra日本特殊陶業市民会館 ビレッジホール（2025年9月12日 - 14日）
  - 大阪：梅田芸術劇場 メインホール（2025年9月19日 - 20日）
  - 富山：オーバード・ホール（2025年10月4日 - 5日）
  - 神奈川：厚木市文化会館 大ホール（2025年10月12日 - 13日）

### キャスト（ミュージカル）

#### キャスト（2022年）
- 有馬公生 - 小関裕太[40] / 木村達成（Wキャスト）[40]
- 宮園かをり - 生田絵梨花[40]
- 澤部椿 - 唯月ふうか
- 渡亮太 - 水田航生 / 寺西拓人（ジャニーズJr.）（Wキャスト）
- かをりの母 - 未来優希
- かをりの父 - 原慎一郎
- 審査員 - ひのあらた、三木麻衣子
- 井川絵見 - 元榮菜摘
- 相座武士 - ユーリック武蔵
- 三池俊也 - 中村翼

#### キャスト（2025年）
- 有馬公生 - 岡宮来夢 / 東島京（Wキャスト）
- 宮園かをり - 加藤梨里香 / 宮本佳林（Wキャスト）
- 澤部椿 - 希水しお / 山本咲希（Wキャスト）
- 渡亮太 - 吉原雅斗 / 島太星（Wキャスト）
- かをりの父 - 原慎一郎
- かをりの母 - 鈴木結加里
- 審査員 - 武内耕、三木麻衣子
- 相座武士 - 内海大輔
- 井川絵見 - 飯塚萌木

### スタッフ（ミュージカル）
- 原作 - 新川直司 『四月は君の嘘』
- 脚本 - 坂口理子
- 作詞・作曲 - フランク・ワイルドホーン
- 作詞 - トレイシー・ミラー・シェル、カーリー・ロビー・グリーン
- 編曲 - ジェイソン・ハウランド
- 訳詞・演出 - 上田一豪
- 製作 - 東宝、フジテレビジョン

## 音楽朗読劇
2023年3月27日から4月2日まで、東京・飛行船シアターにて音楽朗読劇が上演された。主催はエイベックス・ピクチャーズ株式会社。演出は三浦香。全13公演で、主演2名は9組の異なるキャストが入れ替わりで演じた。4月2日の千秋楽2公演についてはPIA LIVE STREAMでの配信も行われた。
| 日時                     | 有馬公生   | 宮園かをり           |
| ------------------------ | ---------- | -------------------- |
| 3月27日（月）13:30/17:00 | 植田圭輔   | 吉田綾乃クリスティー |
| 3月28日（火）13:30/17:00 | 牧島輝     | 太田夢莉             |
| 3月29日（水）18:00       | 石川界人   | 伊藤彩沙             |
| 3月30日（木）13:30/17:00 | 安西慎太郎 | 松永有紗             |
| 3月31日（金）13:30/17:00 | 高橋健介   | 大場花菜             |
| 4月1日（土）12:30        | 坂田将吾   | 降幡愛               |
| 4月1日（土）18:00        | 仲村宗悟   | 黒沢ともよ           |
| 4月2日（日）12:30        | 千葉翔也   | 古賀葵               |
| 4月2日（日）18:00        | 斉藤壮馬   | 古賀葵               |

以下の出演者7名と演奏者2名は全公演に登壇する。
- 渡亮太：合田葵
- 澤部椿：籔根依泉
- 相座武士：近衛秀馬
- 井川絵見：大橋海咲
- 瀬戸紘子：伊藤菜実子
- 落合由里子：小田切茜
- 高柳明：関戸博一

- ピアニスト：松村湧太
- ヴァイオリニスト：小林修子

脚本・演出の三浦香、3月30日出演者の安西慎太郎と松永有紗、演奏者の松村湧太と小林修子は2017年の舞台にも参加していた。

## クラシックコンサート
2014年9月20日に、テレビアニメ放送を記念し、東京・第一生命ホールにて『四月は君の嘘』クラシックコンサートが行われた。内容は、アニメで使用されているクラシックの曲を演奏を担当したモデルアーティストによる演奏と、ゲストを迎えたトークコーナー等。『四月は君の嘘』を音楽面から楽しめる内容となっている。
チケットの完売を受け、第二弾を2015年に開催することが決定した。2016年には実写映画公開を記念した公演が行われ、2017年、2018年にも特に何かを記念した開催ではないが公演が続いた。その後はしばらく開催がなかったが、2024年よりまたクラシックコンサートが催された。
2015年から2016年にかけてはアニメと実写映画のクラシック音楽の演奏シーンの演奏と演奏指導を担当した一人の篠原悠那・阪田知樹他、2017年から2018年にかけては実写映画の演奏指導を担当した一人の小寺里奈とアニメの演奏に携わった古賀大路他、2024年から2025年にかけては高松亜衣と嘉屋翔太が演奏した。
主催や制作は、その都度、変わっている場合が多い。
- 『四月は君の嘘』クラシックコンサート（2014年9月20日、第一生命ホール）[58][59]
- 四月は君の嘘クラシックコンサート2015[57][60]
  - 2015年1月22日、兵庫県立芸術文化センター
  - 2015年1月27日、東京芸術劇場
  - 2015年3月1日、湖南市甲西文化ホール
  - 2015年3月29日、小出郷文化会館
  - 2015年4月29日、坂東市民音楽ホール
  - 2015年5月1日、徳島県郷土文化会館
  - 2015年5月6日、サンケイホールブリーゼ
  - 2015年5月9日、那須野が原ハーモニーホール 
  - 2015年5月23日、藤岡市みかぼみらい館
- 「四月は君の嘘」クラシックコンサート フィナーレ2015[61]
  - 2015年8月20日、兵庫県立芸術文化センター KOBELCO 大ホール
  - 2015年8月29日、練馬文化センター大ホール
- 四月は君の嘘 クラシックコンサート（2016年9月29日、第一生命ホール）[62][63]
- 『四月は君の嘘』クラシックコンサート2017[64][65][66][67][68]
  - 2017年2月19日、佐賀市文化会館
  - 2017年4月8日、八幡市文化センター
  - 2017年4月9日、岸和田市立浪切ホール
  - 2017年4月15日、幸田町民会館
  - 2017年4月16日、栃木県総合文化センター
  - 2017年5月6日、三重県文化会館
  - 2017年5月13日、千葉市民会館
  - 2017年6月10日、石川県立音楽堂
  - 2017年6月24日、焼津文化会館
  - 2017年9月3日、春日井市民会館
  - 2017年9月17日、郡山市民文化センター
  - 2017年10月4日、岡山シンフォニーホール
- 四月は君の嘘 クラシックコンサート2018[69][70][71]
  - 2018年3月3日、名古屋市青少年文化センター
  - 2018年7月7日、すばるホール
- 四月は君の嘘コンサート[72][73]
  - 2024年4月12日、浜離宮朝日ホール
  - 2024年7月27日、住友生命いずみホール
- 『四月は君の嘘』原画と共に奏でるコンサート[74]
  - 2024年9月1日・2日、I'M A SHOW TOKYO, YURAKUCHO
  - 2024年9月16日、キャナルシティ劇場
- 四月は君の嘘 原画コンサート 東京・特別編（2025年4月29日、第一生命ホール[75]）

## その他

### 西武鉄道との関係
西武鉄道とのタイアップ企画として、2014年10月1日から、本作のラッピング電車が池袋線にて運行された。使用車両は30000系38112F。併せて、車内の中吊り広告や駅広告、扉上に設置してあるスマイルビジョンでの映像の放映、さらに、順次池袋線池袋駅のデジタルサイネージ広告での展開もなされる。また、大泉学園駅のホームに設置されてある一部の自動販売機は本作のラッピングが施されている。作中には西武池袋線を走行する新2000系もしくは9000系が、テレビアニメ第11話では3000系が登場している。

### 練馬区との関係
練馬駅北口周辺で行われる、「練馬アニメカーニバル2014」の一環として『四月は君の嘘』ステージが、練馬区立練馬文化センター小ホールにて行われた。なお、作中に登場する「藤和ホール」の外観は、練馬文化センターがモデルとなっている。
江古田駅周辺の3大学、武蔵大学・武蔵野音楽大学・日本大学芸術学部が2014年10月12日、合同学園祭「江古田カレッジトライアングル」を実施。それに伴いタイアップ企画として、アニメのキャスト・スタッフトークショー、ED曲を歌うwacciのライブ、優秀作品は番組で紹介される特典のイラストコンテストなどを行い、地域に根付いたキャンペーンを展開した。

### 四月は君の嘘×七つの大罪
“四月は君の大罪”フェア
10月よりTVアニメが放送されることを記念しての、『月刊少年マガジン』連載の『四月は君の嘘』と『週刊少年マガジン』連載の『七つの大罪』とのコラボ企画である。内容は、新宿・梅田に所在する合計12店舗の書店をジャックするというもので、対象の書店では、世界で1枚だけのコラボポスターと複製原画の展示、数量限定で2種類のコラボしおりを配布した。
開催期間は、2014年9月17日 - 9月30日。
先行上映会
本放送に先駆けて両作品の第1話の先行上映をするイベントが、アニメイト広島・大阪日本橋の2店舗で行われた。また、数量限定で来場者特典のプレゼントも配布された。